# Archivio nazionale Torre do Tombo
L'archivio nazionale Torre do Tombo (in portoghese: Arquivo Nacional Torre do Tombo) è l'archivio centrale dello Stato portoghese e dipende dalla "Direzione generale del Libro, degli Archivi e delle Biblioteche" (Direção-Geral do Livro, dos Arquivos e das Bibliotecas) a sua volta dipendente dal Ministero della Cultura.
L'archivio ha sede a Lisbona, nella freguesia di Alvalade.

## Storia

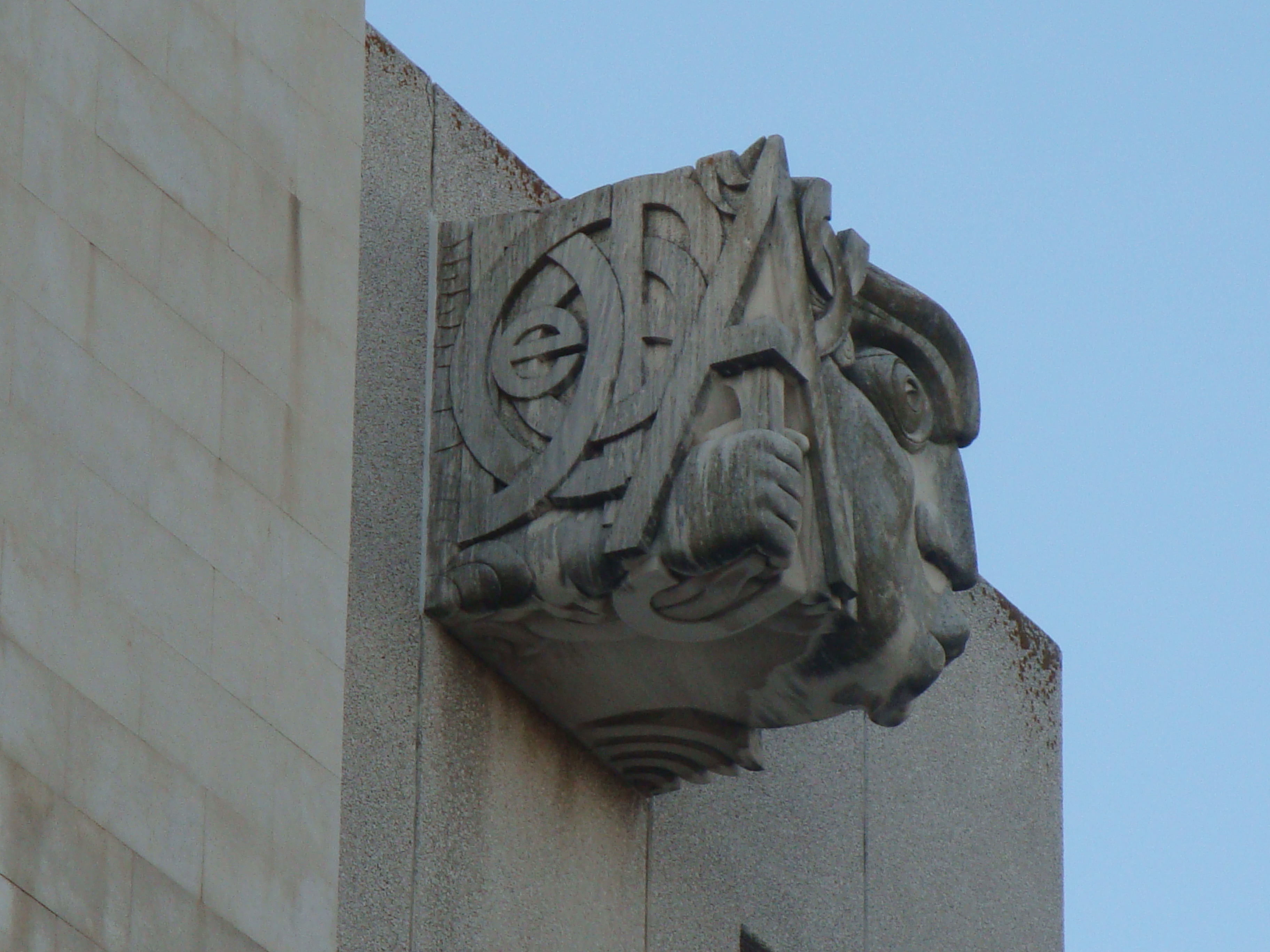
Uno dei doccioni disegnati da José Aurélio

L'"Archivio Generale del Regno" (Arquivo Geral do Reino) fu probabilmente fondato nel 1378 durante il regno di re Ferdinando. A capo vi era il "Guardiano Maggiore" (Guarda-Mor), che era contemporaneamente il cronista ufficiale del regno (Cronista-Mor do Reino).
L'archivio era collocato in una torre del Castelo de São Jorge, chiamata Torre do Tombo. Il nome tombo deriva dal greco tómos che significa «pezzo tagliato, parte porzione; pezzo di papiro; daí, tomo volume», di qui per estensione è passato a designare i supporti materiali dei documenti e gli archivi degli stessi.
Nel 1755, in conseguenza del grande terremoto che colpì Lisbona, la Torre do Tombo minacciò di crollare e l'Archivio venne trasferito nel Monastero di San Benedetto (attuale Palácio de São Bento).
Lungo i secoli la conservazione dei documenti è stata pregiudicata da vari fattori: i trasferimenti di sede, gli incendi, lo smistamento ad altri archivi durante l'unione con la Spagna (1580-1640), il terremoto di Lisbona del 1755, la Guerra Peninsulare, il trasferimento della corte in Brasile (1808-1821) e infine la Guerra civile portoghese.

## Sede

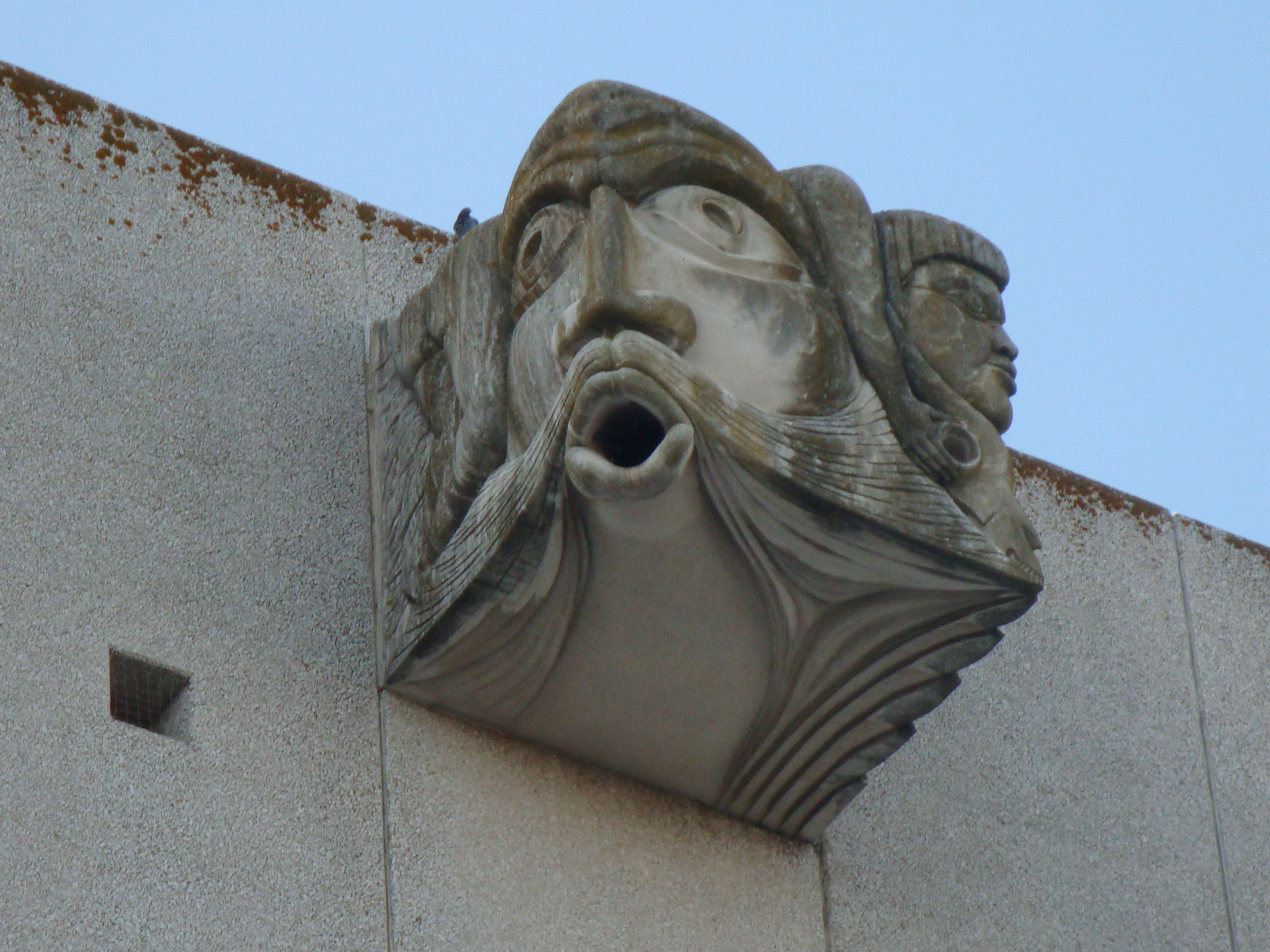
Un altro dei doccioni

L'Archivio rimase nel Monastero fino alla costruzione della sede moderna nella Città Universitaria di Lisbona, dove fu trasferito nel 1990.
Nel 1982 era stato bandito un concorso pubblico per la progettazione di una nuova Torre do Tombo, che era stato vinto dal progetto dello studio Ateliers Associados, diretto dall'architetto Arsénio Raposo Cordeiro.
Nel 1987 fu chiamato a collaborare anche lo scultore José Aurélio per disegnare i caratteristici doccioni, che consistono in cubi di pietra massiccia di due metri di lato ciascuno.
L'attuale sede occupa un'area di 54 900 metri quadrati e conta circa cento chilometri di scaffalature. Nell'edificio si distinguono tre aree principali: quella di archivio e ricerca, quella dove si svolgono attività culturali e quella dei servizi amministrativi.

## Patrimonio

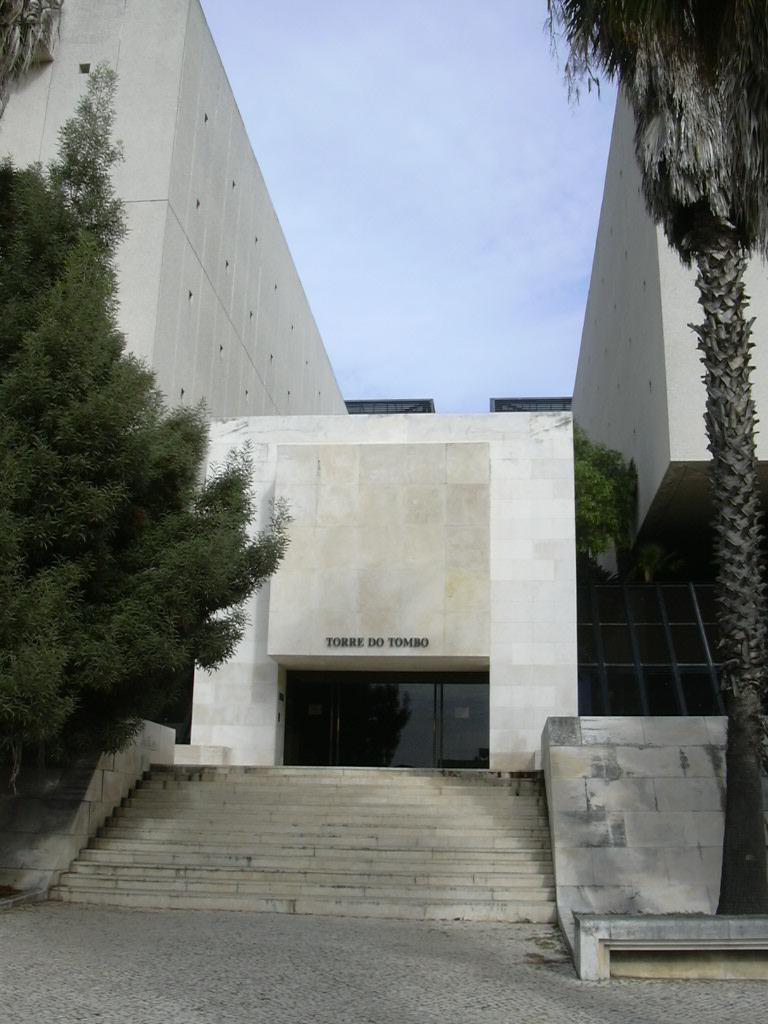
Ingresso principale all'edificio

I documenti oggi più valutati dell'Archivio Nazionale sono quelli relativi alla scoperta, ai commerci ed alle conquiste in Africa, Asia e America. In particolare sono iscritti nella Memoria del mondo dell'UNESCO il cosiddetto Corpo Cronológico, una raccolta di manoscritti relativi alle esplorazioni e all'espansione portoghese del XV e XVI secolo, nonché la Carta do Achamento do Brasil del 1500, ovvero la lettera di Pedro Álvares Cabral, redatta da Pêro Vaz de Caminha, al re del Portogallo Manuele I, che gli annuncia la scoperta del Brasile, si tratta del primo documento che descriva la terra e gli abitanti del Brasile.